# Saint-Santin-de-Maurs
Saint-Santin-de-Maurs es una población y comuna francesa, situada en la región de Auvernia, departamento de Cantal, en el distrito de Aurillac y cantón de Maurs.

## Demografía
| 426 | 382 | 401 | 407 | 397 | 340 |
| Para los censos de 1962 a 1999 la población legal corresponde a la población sin duplicidades (Fuente: INSEE [Consultar]) |     |     |     |     |     |